# Sanahin
Sanahin ("Սանահին" trong tiếng Armenia) là 1 làng ở phía bắc vùng Lorri của Armenia, nay được coi là một phần của thành phố Alaverdi. Có 1 đường thùng dây cáp treo nối Sanahin với trung tâm thành phố Alaverdi, được cho là đường thùng dây cáp treo dốc nhất trong toàn Liên bang Xô Viết xưa.
Làng này nổi tiếng, vì có  1 tu viện được xây từ thế kỷ thứ 10 và được UNESCO đưa vào danh sách Di sản thế giới, cùng với Tu viện Haghpat ở làng gần bên.
Tên Sanahin trong tiếng Armenia có nghĩa là cái này lâu đời hơn cái kia, ý nói tu viện Sanahin lâu đời hơn tu viện Haghpat.

## Tu viện Sanahin
Nhà thờ chính của tu viện Sanahin được xây dựng từ các năm 967-970, do sáng kiến của hoàng hậu Khosrovanouch, vợ của vua Achot III, và được cung hiến cho Chúa Cứu thế. Nhà thờ này cũng gồm 4 nguyện đường bên cạnh. Hàng hiên kề bên nhà thờ được xây năm 1181, sau đó 2 thế kỷ. Cũng giống tu viện Haghpat, tu viện Sanahin cũng có nhiều phiến đá khắc hình thánh giá (khahkars) được dựng lên rải rác trong tu viện.
Cho tới thế kỷ 12, tu viện Sanahin thuộc gia tộc Kiurikian. Ngày nay tu viện thuộc Giáo hội chính thống Armenia.
Tu viện Sanahin đã được đưa vào danh sách các di sản thế giới của UNESCO (cùng với tu viện Haghpat). Cả hai cùng mang số 777
.

## Các nhân vật nổi tiếng
Sanahin là nơi sinh của 2 anh em Mikoyan nổi tiếng. Artem Mikoyan là nhà thiết kế máy bay nổi tiếng và là một trong các cha đẻ của loại máy bay MiG. Anastas Mikoyan là 1 chính trị gia lâu đời và là 1 ủy viên Bộ chính trị Liên Xô. Ông ta đã tham gia cuộc thương thuyết Hiệp ước Molotov-Ribbentrop, có chân trong phái đoàn Liên Xô tìm cách cải thiện quan hệ với Liên bang Cộng hòa xã hội chủ nghĩa Nam Tư của thống chế Tito. Ông ta cũng đóng vai chính trong cuộc thương thuyết với Hoa Kỳ trong cuộc khủng hoảng tên lửa Cuba

## Hình ảnh

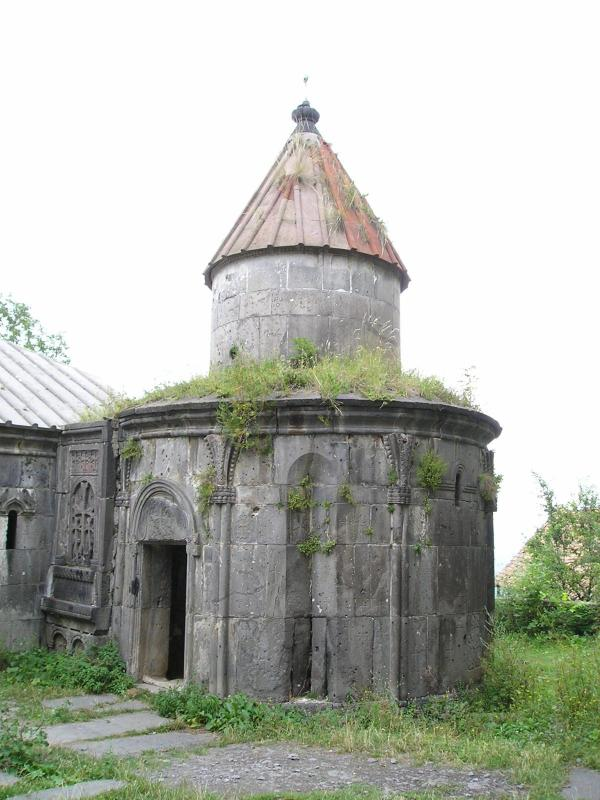
Nguyện đường thánh Gregory
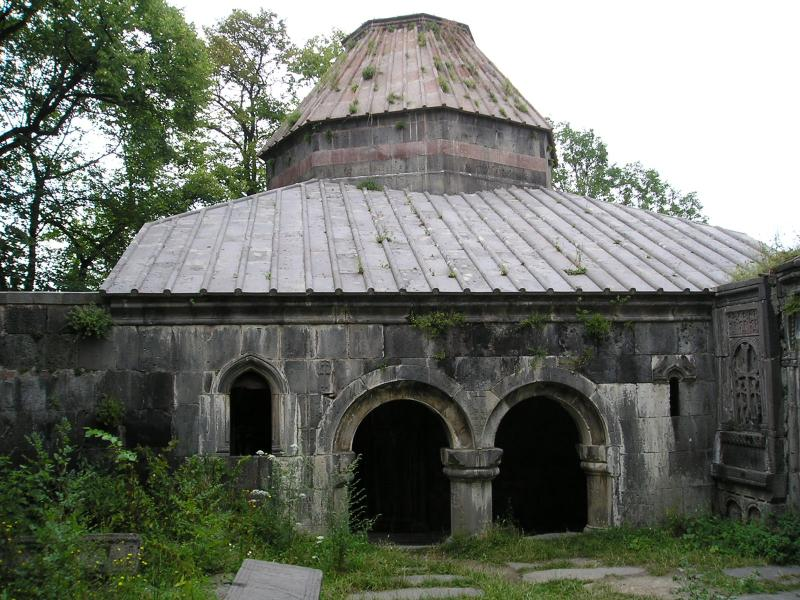
Thư viện của tu viện
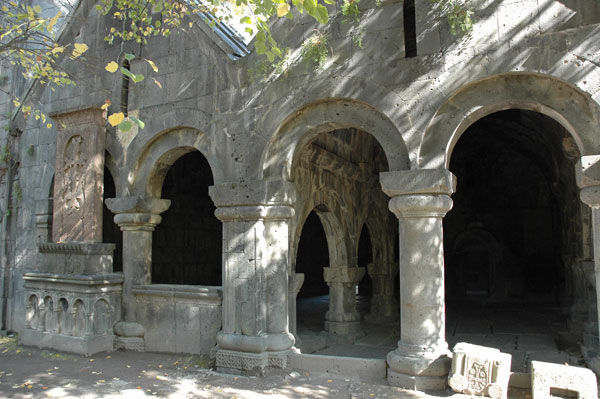
Hiên nhà thờ Mẹ Thiên Chúa.
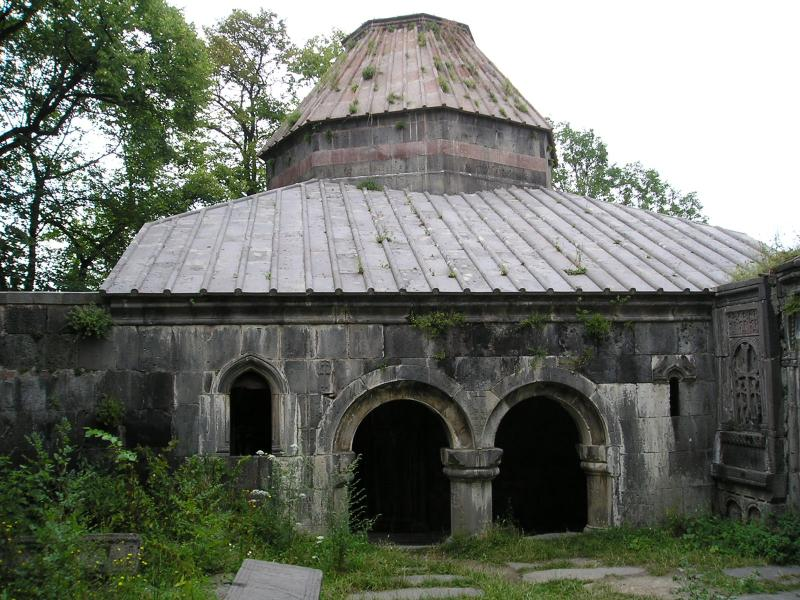
Hàng hiên matenadaran của tu viện.
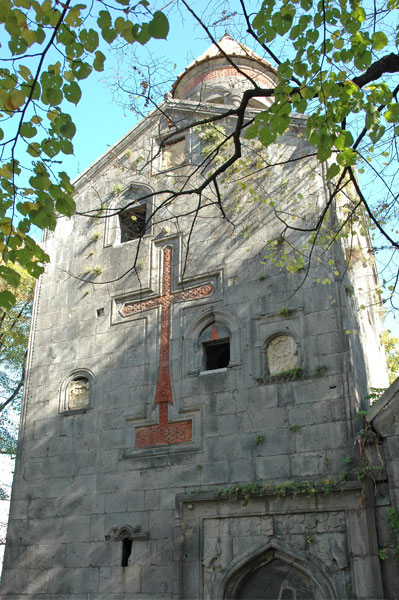
Tháp chuông